# Calicalicus
Calicalicus – rodzaj ptaków z rodziny wangowatych (Vangidae).

## Zasięg występowania
Rodzaj obejmuje gatunki występujące endemicznie na Madagaskarze.

## Morfologia
Długość ciała 13–15 cm; masa ciała 14–18,6 g.

## Systematyka

### Etymologia
- Calicalicus: francuska nazwa Cali-calic, nadana wandze krasnosternej przez de Buffona[5].
- Hylophorba: gr. ὑλη hulē „las, teren lesisty”; φορβη phorbē „pożywienie, pokarm”, od φερβω pherbō „spożywać”[6]. Typ nomenklatoryczny: Hylophorba ruticilla P.L. Sclater, 1865 (= Lanius madagascariensis Linnaeus, 1766).

### Podział systematyczny
Do rodzaju należą następujące gatunki:
- Calicalicus madagascariensis (Linnaeus, 1758) – wanga krasnosterna
- Calicalicus rufocarpalis Goodman, A.F.A. Hawkins & Domergue, 1997 – wanga maskowa